# Elżbieta Rusielewicz
Elżbieta Teresa Rusielewicz (ur. 25 marca 1955 w Bydgoszczy) – polska działaczka samorządowa. W latach 2014–2015 wiceprezydent Bydgoszczy, w 2015 wicewojewoda kujawsko-pomorski.

## Życiorys
Absolwentka Wyższej Szkoły Pedagogicznej w Bydgoszczy. W latach 90. podjęła pracę w trzecim sektorze, kierowała m.in. Pomorsko-Kujawskim Centrum Demokracji Lokalnej Fundacji Rozwoju Demokracji Lokalnej, zajmowała się opracowywaniem i wdrażaniem projektów współfinansowanych z funduszy europejskich.
Była działaczką Ruchu Obywatelskiego Akcja Demokratyczna, Unii Demokratycznej i Unii Wolności, kandydowała z ramienia UD i UW do Sejmu. Później dołączyła do Platformy Obywatelskiej, z ramienia której w wyborach samorządowych w 2006, 2010, 2014, 2018 i 2024 uzyskiwała mandat radnej Bydgoszczy.
W kwietniu 2014 objęła stanowisko zastępcy prezydenta tego miasta Rafała Bruskiego. 12 stycznia 2015 została powołana na funkcję wicewojewody kujawsko-pomorskiego.  Pełniła ją do 9 grudnia 2015. W październiku tego samego roku bez powodzenia kandydowała do Sejmu.